# Pérignat-lès-Sarliève
Pérignat-lès-Sarliève település Franciaországban, Puy-de-Dôme megyében. Lakosainak száma 2875 fő (2022. január 1.). Pérignat-lès-Sarliève Aubière, Cournon-d’Auvergne, La Roche-Blanche és Romagnat községekkel határos.

## Népesség
A település népességének változása:
| Lakosok száma | 2638 | 2614 | 2743 | 2680 | 2693 | 2705 | 2718 | 2801 | 2875 |
|               | 2013 | 2015 | 2016 | 2017 | 2018 | 2019 | 2020 | 2021 | 2022 |